# Holmtjärnen (Bergs socken, Jämtland)
Holmtjärnen är en sjö i Bergs kommun i Jämtland och ingår i Indalsälvens huvudavrinningsområde.